# 한국복지대학교
한국복지대학교(韓國福祉大學校, Korea National University of Welfare)는 경기도 평택시에 있는 국립 전문대학이었다. 
장애인을 위한 고등교육기관의 필요성에 따라 장애인에게 고등교육 수준의 직업 교육 기회를 제공을 위하여 2001년, 국립 전문대학인 한국재활복지대학으로 설립되었다. 2022년 4월, 한경대학교와 통합 계획이 승인됨에 따라 2023년 3월 한경국립대학교 평택캠퍼스로 개편되었다.

## 연혁
1996년, 대한민국 교육부는 장애인에게 고등교육 수준의 직업 교육 기회 제공과, 통합교육 시행 등의 목적으로 장애인을 위한 전문대학 설립을 추진한다.
2001년 6월, 전문대학 설립 준비가 마무리되고 개교 즈음, 대한민국 교육부 등은 교명을 한국재활복지대학으로 정했다. 2002년 2월 4일, 대한민국 「국립학교 설치령」 부칙 등을 개정 및 공포하여 한국재활복지대학을 고시하고, 3월 5일 개교하였다. 2012년 9월 1일, 한국복지대학교로 교명을 변경하였다.

## 교육편제
한국복지대학교는 자체적으로 인문사회, 자연과학, 공학, 예체능 4개 계열을 편성하고 하위로 13개 학과를 편제하여 전문학사 학위 과정을 교수하고 있다. 한편, 사회복지과 등 11개 과정에 대하여 전공심화 과정을 운영하고 있다.

## 사건과 비판

### 한경대학교와 학교 통합
2020년 5월, 한국복지대학교와 같은 경기도내 위치한 국립 대학인 한경대학교와 통합을 본격적으로 추진하고 있다는 사실이 알려졌다. 학령 인구 감소로 국립 대학이더라도 대학 생존에 어려움이 커지면서 규모를 키우고, 학제 효율화를 꾀하겠다는 전략으로, 학교 구성원 대부분이 찬성하고 있는 것으로 알려졌다. 2020년 6월, 양 대학이 합의 의사를 확인하고 합의서를 체결한 데 대한 후속 조치로 2021년 1월, 신청서를 교육당국에 제출한 것으로 알려졌다.
통합 과정 진행 중 안성시 시민 사회를 중심으로 한경대학교 공학 학부 중 일부 학부 등이 대학 통합 후 한국복지대학교가 위치한 평택으로 이전된다는 소문이 퍼지며 일부 시민단체에서 반발의 목소리가 나왔다. 한경대학교와 한국복지대학교측은 당황하면서도, "지역사회와 충분한 토의를 거치겠다."는 입장과 함께 주민 의견을 듣기 위한 공청회 등을 개최하고 있는 것으로 알려졌다. 통합 대학은 이원화 캠퍼스 체계로 운영하며, 한경대학교의 교사인 안성캠퍼스는 산업 융합, 스마트 농업 학문에 특화하고, 한국복지대학교의 교사인 평택캠퍼스는 장애에 구분 없이 교육받을 수 있는 고등교육 캠퍼스로 구성될 예정이다.
한편, 통합 대학은 강릉원주대학교, 한국교통대학교 등의 통합 사례와 같이 다른 교명으로 변경할 예정이며, 2020년 10월 진행된 공모 결과에 따라 경기국립대학교를 1순위 교명으로 계획하고 있는 것으로 알려졌다. 이 교명은 지난 2009년 특허청에서 한경대학교가 경기대학교를 상대로 교명을 침해했다고 판단한 경기도국립대학교와 유사하여, 경기대학교측과 교명 분쟁의 여지를 남겼다.
2022년 4월 27일, 통합 계획이 교육부 심의를 통과함에 따라 2023년 3월 1일에 한경국립대학교 평택캠퍼스로 개편되였다.

## 같이 보기
- 대한민국의 국립 대학 목록
- 대한민국의 대학 목록
- 대한민국의 교육